# Villa San Secondo
Villa San Secondo es una localidad y comune italiana de la provincia de Asti, región de Piamonte, con 396 habitantes.

## Evolución demográfica
| Gráfica de evolución demográfica de Villa San Secondo entre 1861 y 2001 |
|                                                                         |
| Fuente ISTAT - elaboración gráfica de Wikipedia                         |